# Setge de la Seu d'Urgell (1719)
El Setge de la Seu d'Urgell de 1719 fou una de les batalles de la Guerra de la Quàdruple Aliança.

## Antecedents
La Guerra de la Quàdruple Aliança esclatà el 1718 i va finalitzar el 1720. El conflicte armat va ser el resultat de les ambicions territorials de Felip V d'Espanya, la seva dona, Isabel Farnese, i el seu principal conseller, Giulio Alberoni, a Itàlia, on Espanya tenia tradicionalment pretensions territorials. A l'altre extrem es troben, reclamant les mateixes possessions, Lluís XV de França i el seu cosí Felip III d'Orleans.
El 17 de desembre de 1718, francesos, britànics i el Sacre Imperi declarar la guerra a Espanya. Les Províncies Unides van entrar en el conflicte l'agost de l'any següent. La guerra anava de mal en pitjor per a Espanya. L'exèrcit francès, sota el comandament del mariscal James Fitz-James, duc de Berwick va envair el País Basc del Sud, i encara que al principi el seu avanç, no va obtenir resposta, aviat va ser obligat a retrocedir. A l'octubre d'aquest any, la flota britànica prenia Vigo i Pontevedra, mentre Messina queia després del setge que venia patint.
Berwick encarregà al marquès de Bonàs la invasió de Catalunya.

## El setge
El 22 d'agost les tropes del marquès de Bonàs, compostes per 7.000 homes i 1.200 cavalls es trobaven a Organyà. La Seu d'Urgell i el Castell de Ciutat queien en mans franceses el 31 d'agost del 1719, i capturaren el corregidor Diego de Villaplana.

## Conseqüències
A mitjans de setembre, Berwick es trobava a Montlluís i els francesos ocupaven els passos de muntanya des de l'Aragó fins a Olot, i havien pres la Conca de Tremp, Camprodon, Puigcerdà, i la Vall d'Aran.
La ciutadella de Roses aguantava el setge de James Fitz-James Stuart. Valls resistí els embats de la partida del Carrasclet gràcies a la milícia local que seria el germen dels Mossos d'Esquadra i que liderava la família Veciana, mentre la partida de Francesc Bernic era capturada per Josep Anton Martí a la Llacuna. En finalitzar la campanya a finals de la tardor, la guerrilla tornà al Rosselló per preparar la nova campanya. Verboom va posar setge a la Seu d'Urgell el 22 de gener del 1720, que es va rendir el 29 de gener, pocs dies abans del final de la guerra.